# دهه ۱۳۵۰ (میلادی)
دهه ۱۳۵۰ (میلادی) صد و سی و پنجمین دهه تقویم میلادی است.

## درگذشتگان
‎